# U Antliae
U Antliae är en långsam irreguljär variabel av LB-typ i stjärnbilden Luftpumpen. U Antliae har en visuell magnitud som varierar mellan 5,27 och 6,04. Den ligger på ett avstånd av ungefär 840 ljusår. 
Variabeln är ovanlig genom att dess atmosfär innehåller mer kol än syre.